# France Alumni
France Alumni ist eine 2015 gegründete digitale Plattform, welche ehemalige Studenten an französischen Hochschulen vernetzen soll, die nicht aus Frankreich stammen – also Auslandsstudenten mit dem Zielland Frankreich.

## Geschichte
France Alumni wurde am 26. November 2014 auf Initiative des französischen Ministeriums für Europa und Äußeres gegründet. 2019 soll die Plattform weltweit fast 300.000 Mitglieder aufweisen. Hierbei handelt es sich um ein Netzwerk ehemaliger, internationaler Studierender in Frankreich. Dieses ist in über 120 Ländern vertreten. Die Plattform ist ein Forum, in dem jeder, je nach seinen Bedingungen und Fähigkeiten, an der Bewegung des Netzwerks der Absolventen des französischen Bildungssystems teilnehmen kann.

## Zielsetzung
France Alumni soll zur Entwicklung der frankophilen und französischsprachigen Gemeinschaft außerhalb Frankreichs beitragen.

## France Alumni Deutschland
Mitglieder von France Alumni Deutschland können alle Studenten mit Wohnsitz in Deutschland werden, die ein Studium an einer französischen Hochschule oder ein Praktikum in Frankreich absolviert haben. France Alumni Deutschland wird von der französischen Botschaft in Deutschland unterstützt.